# Katherine Kressmann Taylor
Katherine Kressmann Taylor, o simplemente Kathrine Taylor (Portland, Oregón, 1903 - Condado de Hennepin, Minnesota, 14 de julio de 1996) fue una escritora estadounidense, conocida sobre todo por su novela epistolar Address Unknown / Paradero desconocido (1938), una historia sobre un comerciante de arte judío que vive en San Francisco y su socio comercial, un gentil, que había regresado a Alemania en 1932 y escribe a su socio desde allí; la novela advierte al público de los EE. UU. sobre los peligros del nazismo poco antes de la II Guerra Mundial. 

## Biografía
Su padre, Charles August Kressmann, era un banquero norteamericano de primera generación, ya que había nacido en Chicago en 1870 solo unos días después de que su familia, alsaciana, llegara a los Estados Unidos. Su madre, Susan Starr Kressmann, pertenecía a la décima generación de descendientes de una antigua familia establecida en Massachusetts (Nueva Inglaterra) en 1634 que incluía a combatientes de la revolución, a fabricantes e incluso un médico que fue uno de los fundadores de la Universidad de Harvard.
Kathrine Kressmann fue una niña precoz que ganó su primer premio literario a los once años y otro a los diecisiete con el que se compró la colección completa de Book of Knowledge. Se graduó en la escuela secundaria también a los diecisiete, y en la Universidad de Oregón a los veintiuno con doble licenciatura en literatura inglesa y periodismo. Se mudó entonces a San Francisco (1924) y trabajó como redactora publicitaria, escribiendo relatos y poemas en su tiempo libre. En 1928 se casó con Elliot Taylor, propietario de una agencia de publicidad; pero la Gran Depresión acabó con el negocio, así que compraron una granja en el sur de Oregón, donde vivieron de la agricultura y tuvieron a tres de sus cuatro hijos. Diez años después, la pareja se mudó a Nueva York, donde él trabajó como editor de prensa comercial y ella publicó, en la revista Story, Address Unknown / Paradero desconocido (1938). Como el editor Whit Burnett y su marido Elliot consideraban la novela "demasiado fuerte para aparecer bajo el nombre de una mujer", la publicaron con el nombre neutro de Kressmann Taylor omitiendo el nombre de pila. Desde entonces ella usó esta denominación para publicar el resto de su vida.
La primera edición se agotó en dos semanas. El Reader's Digest reimprimió pronto la novela para sus tres millones de lectores y Simon & Schuster la publicaron en formato de tapa dura en 1939, vendiendo además 50.000 copias. Siguieron rápidamente las traducciones, incluida una al holandés, luego confiscada por los nazis, así como otra alemana publicada en Moscú ya que el libro fue prohibido de inmediato en Alemania. 
Cuenta la historia de cómo el alemán gentil Martin Schulse marcha a Alemania con su familia en 1932 y escribe a su socio el judío Max Eisenstein, que mantiene el negocio común de arte en San Francisco, contándole cómo el país se va transformando imperceptiblemente, al principio no dando demasiada importancia al acoso que sufren los judíos. "Este problema judío es solo un incidente", escribe Martin; "algo más grande está sucediendo". No obstante, le pide a Max que deje de escribirle, ya que si se le interceptara una carta, él (Martin) perdería su puesto oficial y tanto él como su familia estarían en peligro. Pero entonces la novela da un giro dramático: Max continúa escribiendo, máxime cuando ha desaparecido su propia hermana, Griselle, que era actriz en Berlín; se vuelve frenético y le pide que investigue su destino. Martin le responde a través de una carta bancaria (es menos probable que la inspeccionen) diciéndole a Max que su hermana está muerta. Incluso admite que la rechazó cuando ella acudió a él, el amigo más querido de su hermano, en busca de refugio, porque había desafiado tontamente a los nazis y estaba siendo perseguida por los matones de la Sturmabteilung o SA (se revela entonces que anteriormente Martin y Griselle habían mantenido una aventura antes de que ocurrieran los eventos del libro). Entonces Max urde un curioso e inteligente modo de vengarse... La novela epistolar se cierra en 1934. Es una novela visionaria, escrita sin complacencia ni demagogia, incisiva e inteligente, de sorprendente final, y expone la tragedia íntima y colectiva de la Alemania nazi.
Su segundo libro fue otra denuncia del nazismo, Until That Day / Hasta ese día (1942), publicada ya estallada la II Guerra Mundial y apenas un día antes de que EE. UU. entrara en la guerra; esta vez adoptaba el punto de vista de los cristianos luteranos alemanes perseguidos por los nazis. Se inspiraba en la vida de una persona real, el joven alemán Leopold Bernhard, a quien conoció a través del FBI porque, ante la hostilidad del régimen nacionalsocialista, había desertado y abandonado su país para dirigirse a los Estados Unidos. La autora ocultó toda referencia a su familia y nombre, ya que aún poseía parientes en Alemania, y además solo mencionó su nombre real poco antes de su muerte en 1996.
En 1944, Columbia Pictures adaptó al cine Address Unknown para ser dirigida por William C. Menzies, protagonizada por Paul Lukas. El guion fue escrito por Herbert Dalmas, acreditando también a Kressmann Taylor. Hubo otro guion de David Greener en ruso, pero nunca se filmó. La película fue nominada a dos óscars técnicos por la Academia de Hollywood.
A partir de 1947, Katherine Kressmann enseñó humanidades, periodismo y escritura creativa en el Gettysburg College (Pensilvania), donde fue la primera mujer en adquirir el status de profesora titular. Permaneció 19 años en Gettysburg y publicó una decena más de novelas cortas en este periodo, una de ellas seleccionada en 1954 para el premio de mejor novela corta americana. La mayoría se publicaron en la revista Women's Day. Enviudó en 1953 y al retirarse (1966) se mudó a Florencia (Italia), y escribió allí Diary of Florence in Flood / Diario de Florencia inundada, inspirada por la gran riada del Arno en noviembre de ese año. En 1967, Taylor se casó con el escultor estadounidense John Rood, viviendo luego una mitad del año en Minneapolis (Minnesota) y la otra en Val de Pesa, cerca de Florencia. Taylor continuó con este estilo de vida hasta que su segundo esposo falleció en 1974.
En 1995, cuando Taylor tenía 91 años, Story Press volvió a editar Address Unknown para conmemorar el cincuentenario de la liberación de los campos de concentración. La historia fue traducida posteriormente a veinte idiomas, entre los cuales la versión francesa llegó a vender 600.000 ejemplares. El libro finalmente apareció en Alemania en 2001 y fue reeditado en Gran Bretaña en 2002. En Israel, la edición hebrea fue un éxito de ventas y se hizo una adaptación teatral. Esta pieza se representó más de cien veces, se filmó para televisión y se transmitió con motivo del Día del Holocausto el 27 de enero.
Redescubierta como escritora tras la reedición de Address Unknown, Taylor pasó unos últimos años felices firmando ejemplares y ofreciendo entrevistas hasta su muerte a los 93 años.